# تینک گلوبال
تینک گلوبال، (به انگلیسی: Think Global) شرکت خودروسازی نروژی بود، که در زمینه تولید خودروهای برقی فعالیت می‌کرد و در ماه مارس ۲۰۰۲ تولیداتش را متوقف و در تاریخ ۲۲ ژوئن ۲۰۱۱ اعلام ورشکستگی نمود.‌